# La det swinge
"La det swinge" ("Deixa dançar swing") foi a canção que representou a Noruega no Festival Eurovisão da Canção 1985, interpretada em norueguês pelo duo Bobbysocks, formado por  Elisabeth Andreassen e Hanne Krogh. O tema tinha letra e música de Rolf Løvland e foi orquestrada por Terje Fjærn.
A canção é bem conhecida pelos noruegueses por ter sido a primeira a ganhar o Festival Eurovisão da Canção, depois de uma série de maus resultados (dois zeros recentes: em 1978 e 1981).
A canção é um tributo à dança do velho rock 'n' roll escutado na rádio. A canção foi escrita num velho estilo, com um memorável melodia de saxofone. O arranjo da melodia mistura elementos musicais contemporâneos da anos 80 e revivalismos dos anos 50.
A canção norueguesa foi sugestivamente a 13.ª a ser interpretada na noite do festival, a seguir à canção italiana "Magic Oh Magic, interpretada por Al Bano e Romina Power e antes da canção britânica "Love is, interpretada por Vikki Watson. No final da votação, venceu a competição, com um total de 123 pontos.

## Single
O single "La det swinge" alcançou o 4.º lugar do top de singles na  Suécia. Também chegou aos tops de singles da Noruega, Suíça, Áustria, Irlanda e  Reino Unido. Lançaram  uma versão em inglês : "Let it swing", lado A para fora da Noruega.

### Faixas
1. Let It Swing - 2:50
2. La det swinge - 2:50

### Top de vendas
| País (1985) | Posição |
| ----------- | ------- |
| Noruega     | 1       |
| Suécia      | 4       |
| Irlanda     | 8       |
| Áustria     | 14      |
| Suíça       | 30      |
| Reino Unido | 44      |